# Zom Qu
Zom Qu (kinesiska: Zong Qu, 宗曲) är ett vattendrag i Kina. Det ligger i den autonoma regionen Tibet, i den sydvästra delen av landet, omkring 540 kilometer väster om regionhuvudstaden Lhasa.
Genomsnittlig årsnederbörd är 1 710 millimeter. Den regnigaste månaden är juli, med i genomsnitt 369 mm nederbörd, och den torraste är november, med 5 mm nederbörd.